# Кевин подождёт
«Ке́вин подождёт» (англ. Kevin Can Wait) — американский ситком с Кевином Джеймсом в главной роли. Премьера сериала состоялась 19 сентября 2016 года на телеканале CBS. Ранее Джеймс играл главную роль в другом ситкоме CBS — «Король Квинса» (1998—2007).
17 октября 2016 года CBS заказал полный сезон из 22-х эпизодов. 6 января 2017 года были заказаны два дополнительных эпизода.
23 марта 2017 года CBS продлил сериал на второй сезон. 12 мая 2018 года сериал был закрыт после двух сезонов.

## Сюжет
После 20 лет службы в полиции Нассо Кевин уходит в отставку, надеясь проводить всё время с женой и тремя детьми. Оказывается, что дома его поджидают задания ничуть не легче, чем на работе. Действие происходит на Лонг-Айленде.

## В ролях
- Кевин Джеймс — Кевин Гейбл, офицер полиции в отставке
- Эринн Хейс — Донна Гейбл, жена Кевина (сезон 1)
- Тейлор Спрейтлер — Кендра Гейбл, старшая дочь Кевина и невеста Чейла
- Райан Картрайт — Чейл Уитт, жених Кендры, программист
- Мэри-Чарльз Джон — Сандра Гейбл, младшая дочь Кевина
- Джеймс Диджакомо — Джек Гейбл, сын Кевина
- Леонард Эрл Хауз — Тирон «Гуди» Гудман, друг Кевина
- Ленни Венито — Даффи, друг Кевина (сезон 1)
- Гари Валентайн — Кайл Гейбл, брат Кевина, пожарный
- Лиа Ремини — Ванесса Келуччи, бывшая напарница Кевина и его босс (сезон 1 периодически; сезон 2 регулярно)

## Отзывы критиков
Ситком «Кевин подождёт» получил в общем отрицательные отзывы критиков. На сайте-агрегаторе Rotten Tomatoes сериал держит 28 % «свежести», что основано на 29-и отзывах критиков со средним рейтингом 3,6 из 10. Критический консенсус сайта гласит: «Хотя Кевин Джеймс играет внушающего симпатию смешного ведущего персонажа, „Кевин подождёт“ является слишком предсказуемым сериалом с несмешными шутками и непримечательными сюжетными поворотами, что не выделяет его среди остальных ситкомов». На Metacritic сериал получил 39 баллов из ста на основе 17-ти «в общим негативных» рецензий.